# Даньшин, Николай Назарович
Николай Назарович Даньшин (род. 1 сентября 1935, с. Ближняя Игуменка, Курская область) — бригадир строителей, Белгородская область. Герой Социалистического Труда (1974).

## Биография
Родился 1 сентября 1935 года в селе Ближняя Игуменка (ныне в Белгородском районе Белгородской области) в крестьянской семье. Его отец был бригадиром совхоза «Плодоовощной» Белгородского района.
В 1944 году поступил в Ближнее-Игуменскую семилетнюю школу, в 1954 году окончил Старогородскую среднюю школу в Белгороде. Затем закончил Харьковскую годичную школу мастеров-строителей, а в 1962 году — с отличием вечернее отделение Белгородского строительного техникума.
В 1955 году был направлен мастером строительного управления № 13 треста «Сахстрой», который осуществлял строительство Волоконовского сахарного завода Белгородской области. С 1956 по 1962 годы проработал бригадиром арматурщиков строительного управления № 5 треста «Белгородпромстрой». В 1962 году, закончив строительный техникум, Даньшин стал бригадиром передвижной механизированной колонны № 228 областного производственного управления «Белгородоблсельстрой», где и проработал свыше сорока лет до ухода на пенсию по состоянию здоровья.
Бригада Н. Н. Даньшина возвела более 50 крупных объектов, большинство из которых сдавалось досрочно при отличных и хороших оценках качества работ. Ещё в 1965 году бригада одной из первых среди строителей Белгородчины перешла на работу по внутрихозяйственному расчёту. В 1964 году его коллективу было присвоено звание «Бригада коммунистического труда».
Даньшин активно участвовал в общественной жизни и неоднократно избирался членом партийного Комитета управления. В 1972 году Николай Назарович становится членом Белгородского горкома КПСС, а в 1975 — депутатом областного Совета народных депутатов.
В настоящее время Н. Н. Даньшин находится на пенсии и вместе со своей женой живёт в Белгороде.

### Семья
- Отец — Назар Дмитриевич (ум. 1973).
- Жена — Валентина Игнатьевна (род. 1937).
  - дочери — Ирина (род. 1965) и Ольга (род. 1959).

## Награды
- В 1974 году Указом Президиума Верховного Совета СССР Николаю Назаровичу Даньшину было присвоено почётное звание Героя Социалистического Труда с вручением ордена Ленина и Золотой медали «Серп и Молот».
- Награждён орденами Ленина (1974), Трудового Красного Знамени (1966), Дружбы народов, а также медалями (среди которых «За доблестный труд. В ознаменование 100-летия со дня рождения В. И. Ленина», 1970) и почетными знаками.
- Награждён Серебряной медалью ВДНХ (1972, за высокие производственные показатели, отличное качество работ и освоение новых технологий на сооружении Губкинского свиноводческого комплекса).
- Одна из наград Даньшина — медаль преподобного Сергия Радонежского первой степени. Ему вручена также и Грамота о том, что он удостоился такой чести за сооружение православного храма святых апостолов Петра и Павла в Прохоровке. Награду вручал сам Святейший Патриарх Московский и всея Руси — Алексий II при открытии храма в год 50-летия Великой Победы.

## Память
- Скульптурный памятник Даньшину установлен в поселке Октябрьском — центре Белгородского района[2].